# RE:BORN (アルバム)
『RE:BORN』(リボーン)は、2009年12月2日に発売されたGACKTの7枚目のフルアルバム。

## 概要
フルアルバムとしては、前作『DIABOLOS』から4年ぶりの発表となる。
ファンクラブ限定版と通常版の2タイプ(収録曲はどちらも同じ)でリリースされ、有名声優たちを起用したドラマCDと、楽曲だけのCDの2枚組で構成されている。 ファンクラブ限定版には、設定資料集とインタビューを同梱したブックレットに加え、34枚目の『Flower』の2パターンのPVを収録したDVDが収録されている。
本作品は2008年から2009年に行われたライブツアー『GACKT VISUALIVE TOUR 2008-2009 Requiem et Réminiscence -再生と邂逅-』と『GACKT VISUALIVE ARENA TOUR 2009 Requiem et RéminiscenceII Final-鎮魂と再生-』の世界を表現したアルバムである。その為、このツアーで演奏されていた28枚目のシングル『Jesus』、29枚目の『GHOST』、ソロデビュー10周年を記念した4週連続リリースされた31枚目の『小悪魔ヘヴン』、32枚目の『Faraway 〜星に願いを〜』、33枚目の『LOST ANGELS』、34枚目の『Flower』の6枚のシングルの表題曲とカップリング曲全曲が余すところ無く収録されている。(数曲バージョン違いあり)また、全体を通して収録楽曲の曲間が殆ど無く、幾つかの楽曲はクロスフェードされた状態で収録されている。
なお、本作以降、過去の楽曲の小文字表記でクレジットされていた楽曲は、全て大文字表記に変更された状態でクレジットされる。

## 収録曲

### ORIGINAL DRAMA CD
1. REBIRTH TO RE:BORN "ZERO'S MAIL"

### MUSIC CD
1. JESUS -ЯRII- (4:07)
28thシングルの表題曲。
2. SUDDENLY (5:10)
33rdシングルのカップリング曲。
3. NO REASON -ЯRII- (4:29)
33rdシングルのカップリング曲。
4. IN FLAMES (6:38)
34thシングルのカップリング曲。
5. SAYONARA -ЯRII- (6:14)
28thシングルのカップリング曲。
6. GHOST (4:04)
29thシングルの表題曲。
7. BLUE LAGOON -深海- (4:39)
29thシングルのカップリング曲。
8. OBLIVIOUS -顔のない天使- (5:14)
32ndシングルのカップリング曲。
9. MY FATHER'S DAY (4:07)
31stシングルのカップリング曲。
10. 小悪魔ヘヴン (3:48)
31stシングルの表題曲。
11. FARAWAY -星に願いを- (5:14)
32ndシングルの表題曲。 シングルの表記と異なり、サブタイトルの表記が「〜星に願いを〜」から「-星に願いを-」となっている。
12. FLOWER -ЯRII- (6:31)
34thシングルの表題曲。
13. LOST ANGELS (6:32)
33rdシングルの表題曲。

### ファンクラブ限定盤 DVD
1. Flower PV
2. Flower (G only) PV
メニュー画面に『Flower』のジャケット写真が二つ表示され、通常版のジャケット写真を選択すると通常のPVが、ファンクラブ限定版のジャケット写真を選択すると、GACKT一人が出演しているPVが流れる。

## ドラマCD 登場人物
- Rei Hartman(ZERO)/PROTO - GACKT
- Maria Klose - 水樹奈々
- Ryuichi Asakura - 福山潤
- Arkaist - 藤原啓治
- Domino Halemeier - 石塚運昇
- Maria's Mother - 井上喜久子
- GHOST Vice-Captain - 大塚智則
- Professor - 柴田秀勝